# Contea di West Pokot
La Contea di West Pokot è una della 47 contee del Kenya situata nella ex Provincia della Rift Valley. Al censimento del 2019 ha una popolazione di 621 241 abitanti. Il capoluogo della contea è Kapenguria. Altre città importanti sono: Chepareria e Makutano.